# Majláth Gusztáv Károly
Gróf székhelyi Majláth Gusztáv Károly (Bakóca, 1864. szeptember 24. – Budapest, 1940. március 18.) római katolikus pap, erdélyi (1932-től gyulafehérvári) püspök, főrend, címzetes érsek.

## Pályafutása
Az előkelő nemesi származású székhelyi Majláth család sarja. Majláth György (1818–1883) főtárnokmester, udvari kancellár, országbíró és báró Prandau-Hilleprand Stefánia (1832–1914) fia volt. A pécsi ciszterci gimnáziumban érettségizett, Strasbourgban jogot tanult, majd Budapesten és Bécsben, a Pázmáneumban teológiát. Esztergomban szentelték pappá 1887. október 6-án.
Pappá szentelése után az Esztergomi Szeminárium prefektusaként szolgált, majd 1894-től Komáromban volt plébános. Új iskolát építtetett, megalapította a katolikus legényegyletet. Tagja volt a Regnum Marianumnak is.

### Püspöki pályafutása
1897. január 28-án martyropolisi címzetes püspökké és erdélyi koadjutor püspökké nevezték ki Lönhart Ferenc mellé; XIII. Leó pápa július 1-jén erősítette meg. Május 1-jén a budapesti Mátyás-templomban szentelte püspökké Császka György kalocsai érsek.
Lönhart halála után még ugyanebben az évben megyés püspök lett Gyulafehérvárott.

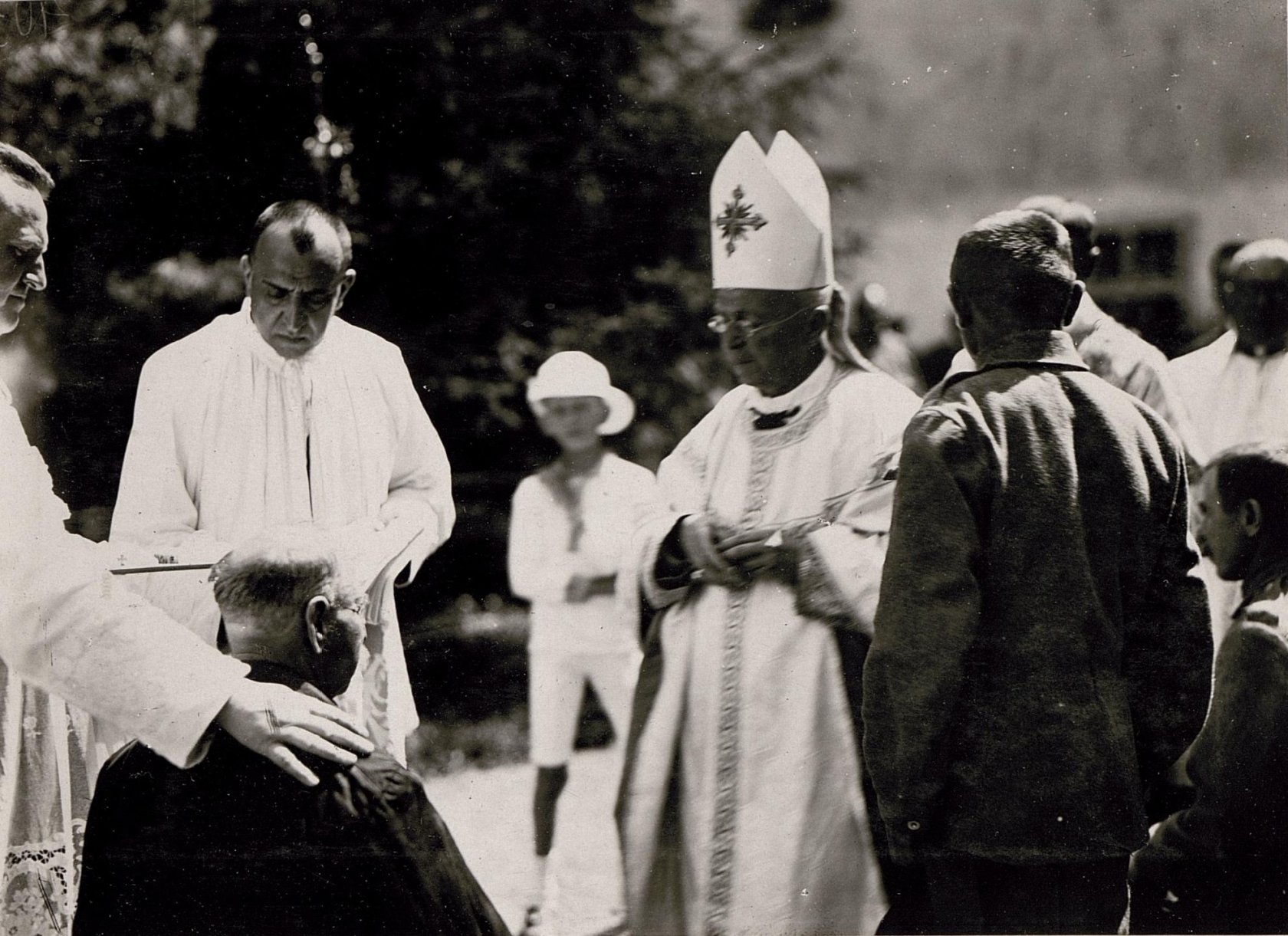
Besztercén az első világháború alatt

Sokat tett a szegények érdekében, különösen a közbirtokosság intézményének felszámolása nyomán nyomorba süllyedő falusi székelyekért; keresztényszociális gazdasági egyesületek létrehozását szorgalmazta. Nagy figyelmet szentelt az oktatásnak és nevelésnek. Magánvagyonából és papi jövedelméből tanulmányi segélyeket osztott, támogatta az iskolákat és ifjúsági lapok megjelenését. Magán és püspöki jövedelméből főleg a középiskolákat vette gondjaiba, melyekben a jövő vezető rétege nevelkedett. Gyulafehérváron és Csíksomlyón lelkigyakorlatokat rendszeresített papok és tanítók számára. 1913. július 7–10. között egyházmegyei zsinatot tartott Gyulafehérváron; az egyházközségeket püspöksége alatt többször, a városi plébániákat szinte évente meglátogatta.
1919-ben mozgási szabadságát korlátozták: megtiltották, hogy lakását elhagyja, és látogatókat fogadjon. 1925-ben a kisebbségi egyezmény állandó megsértése miatt a protestáns egyházak képviselőivel együtt panasszal fordult a Nemzetek Szövetségéhez. Amikor Románia diplomáciai kapcsolatba lépett a Szentszékkel, a román kormány olyan követeléseket fogalmazott meg, amelyek hátrányosan érintették volna az erdélyi magyar hívőket (például Székelyföld egy részét a bukaresti egyházmegyéhez akarták rendelni.). Ezért Majláth püspök – Glattfelder Gyula csanádi püspökkel és Raymund Netzhammer bukaresti érsekkel együtt tiltakozást fogalmaztak meg. Az 1927-es romániai konkordátum szerint az egyházmegyét újjáalapították Gyulafehérvári egyházmegye néven. A román hatóságokkal állandó harcban állt az Erdélyi Római Katolikus Státus jogaiért és a magyar iskolákért.
1935 novemberétől haláláig Budapesten ápolták, ezért 1936-ban egészségi okokból visszavonult hivatalától; ekkor Vorbuchner Adolfot nevezték ki mellé koadjutor püspökké. 1938 áprilisában lemondott a püspökségről; május 28-án XI. Piusz pápa szoteropoliszi címzetes érsekké nevezte ki.
A Regnum Marianum templomban temették el. A templom 1951-ben történt lerombolásakor földi maradványait titokban az egyetemi templomba vitték át.

## Művei
- Majláth Gusztáv Károly gróf erdélyi püspök beszéde. Elmondotta a római katolikus státusgyűlésen 1902. XI. 13-án. Hely nélkül, 1902[4]

## Emlékezete
- 1899 és 1900 között Gyimesközéplokra építtetett egy iskolát, amely a nevét viseli.
- A csíkszeredai Márton Áron Főgimnáziumban két szobra is áll: gipszből készült mellszobra az iskola második emeleti feljárójánál, míg bronzszobra az iskola bejárata előtt látható. A gimnázium emlékcsarnokában márványtábla is hirdeti emlékét.
- Csíkszereda városában tér viseli nevét.